# سیارک ۲۰۹۴
سیارک ۲۰۹۴ (به انگلیسی: 2094 Magnitka، نامگذاری:1971TC2) دو هزار و نود و چهارمین سیارک کشف شده‌است که در ۱۲ اکتبر ۱۹۷۱ کشف شد.
قدر مطلق سیارک برابر ۱۲٫۰۰ است.